# Quyết Thắng, Lạc Sơn
Quyết Thắng là một xã thuộc huyện Lạc Sơn, tỉnh Hòa Bình, Việt Nam.

## Địa lý
Xã Quyết Thắng nằm ở phía tây nam huyện Lạc Sơn, có vị trí địa lý:
- Phía đông giáp xã Định Cư
- Phía tây giáp huyện Tân Lạc
- Phía nam giáp xã Chỉ Đạo và xã Ngọc Sơn
- Phía bắc giáp huyện Tân Lạc và xã Thượng Cốc.

Xã Quyết Thắng có diện tích 37,15 km², dân số năm 2018 là 12.082 người, mật độ dân số đạt 325 người/km².

## Lịch sử
Địa bàn xã Quyết Thắng hiện nay trước đây vốn là ba xã: Chí Thiện, Phú Lương và Phúc Tuy thuộc huyện Lạc Sơn.
Xã Phú Lương được thành lập vào ngày 15 tháng 9 năm 1956 trên cơ sở một phần diện tích và dân số của xã Quyết Thắng cũ. Xã Chí Thiện và xã Phúc Tuy được thành lập cùng ngày trên cơ sở một phần diện tích và dân số của xã Kiến Thiết cũ.
Đến năm 2018, xã Chí Thiện có diện tích 7,50 km², dân số là 2.664 người, mật độ dân số đạt 355 người/km². Xã Phú Lương có diện tích 20,43 km², dân số là 6.812 người, mật độ dân số đạt 333 người/km². Xã Phúc Tuy có diện tích 9,22 km², dân số là 2.606 người, mật độ dân số đạt 283 người/km².
Ngày 17 tháng 12 năm 2019, Ủy ban Thường vụ Quốc hội ban hành Nghị quyết số 830/NQ-UBTVQH14 về việc sắp xếp các đơn vị hành chính cấp huyện, cấp xã thuộc tỉnh Hòa Bình (nghị quyết có hiệu lực từ ngày 1 tháng 1 năm 2020). Theo đó, sáp nhập toàn bộ diện tích và dân số của ba xã Chí Thiện, Phú Lương và Phúc Tuy thành xã Quyết Thắng.